# Nowy Port
Nowy Port (kaszb. Fôrwôter albo Nowi Pòrt, niem. Neufahrwasser) – dzielnica Gdańska położona przy ujściu Martwej Wisły. Graniczy od zachodu z Brzeźnem, od południa z Letnicą, a przez Martwą Wisłę z Przeróbką. Dzielnica ma charakter mieszkaniowo-portowy, dawniej mieszkaniowo-portowo-przemysłowy. Wzdłuż nabrzeży rozciągają się tereny portu morskiego Gdańsk.

## Toponimia
Dawniejsza, niemiecka nazwa dzielnicy "Neufahrwasser" pochodzi od Neues Fahrwasser, czyli "nowy tor wodny" i w XVIII wieku oznaczała pierwotnie akwen pomiędzy wybrzeżem w Nowym Porcie a wyspą w miejscu dzisiejszego półwyspu Westerplatte, obecny Kanał Portowy. Kanał ten zastąpił zamulane, pierwotne ujście Wisły przebiegające w okolicy dzisiejszej nasady półwyspu Westerplatte. Nazwę tę przeniesiono następnie na powstającą od 1772, położoną nad Kanałem Portowym osadę. W języku polskim pod koniec XIX wieku zaczęto używać nazwy w brzmieniu Nowyport lub Nowy Port, co dobrze określało dzielnicę w stosunku do "starego" portu Gdańska położonego na Motławie.

## Warunki naturalne
Nowy Port jest dzielnicą mieszkaniowo-portową, dawniej mieszkaniowo-portowo-przemysłową, znajdującą się w północnej części miasta nad brzegiem morza. Dzielnica w całości leży w mezoregionie Pobrzeże Kaszubskie, zachodnia i północno-zachodnia granica dzielnicy (ze Stogami z Przeróbką) jest granicą pomiędzy mezoregionami – Stogi leżą już na Mierzei Wiślanej.
Na terenie Nowego Portu znajduje się stacja meteorologiczna. Temperatury notowane w Nowym Porcie są minimalnie niższe niż te obserwowane w innych okolicznych stacjach. Różnica ta jest szczególnie widoczna wiosną i jesienią.

## Zabudowa

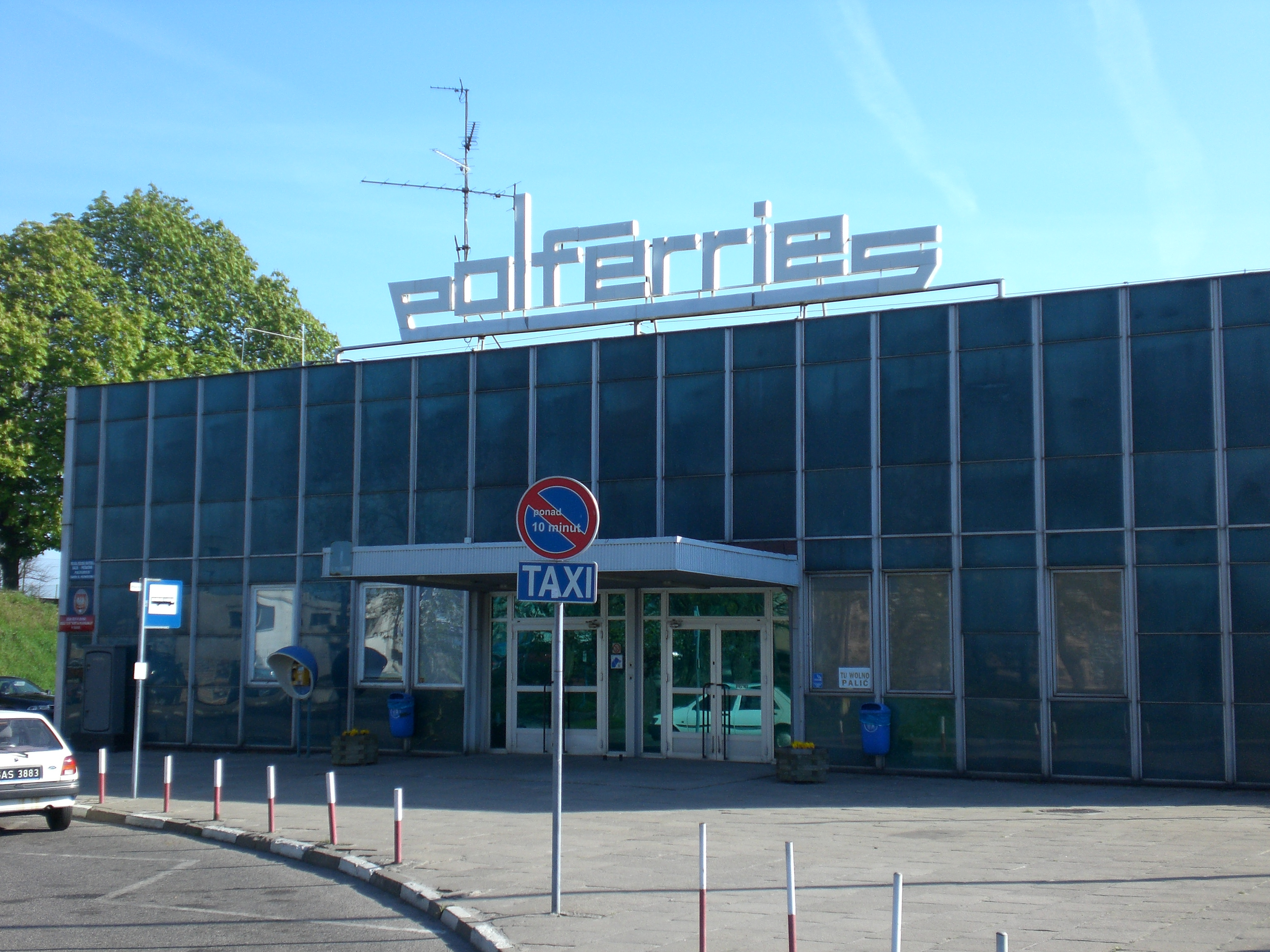
Baza Promowa PŻB

### Obiekty portowe
Znaczna część terenu dzielnicy, położona wzdłuż Kanału Portowego i Martwej Wisły, leży w granicach morskiego portu Gdańsk. Zarząd przedsiębiorstwa Morski Port Gdańsk SA ma siedzibę przy ul. Zamkniętej 18. Najważniejsze obiekty portowe w Nowym Porcie to, zaczynając od zachodu:
- Basen Władysława IV z nabrzeżami WOC I i WOC II;

nad Kanałem Portowym:
- Nabrzeże Kpt. Ziółkowskiego;
- Kapitanat Portu Gdańsk przy ul. Przemysłowej 4;
- Baza Promowa PŻB przy ul. Przemysłowej 1;
- Nabrzeże Oliwskie;

oraz, na południowym skraju dzielnicy, nad Martwą Wisłą;
- Nabrzeże Zbożowe.

Przy ul. Na Zaspę 57 znajduje się siedziba Portowej Straży Pożarnej "Florian", której oddział I stacjonuje w Nowym Porcie.

Z portem gdańskim związany jest też Morski Oddział Straży Granicznej, którego komenda zlokalizowana jest w zabytkowych koszarach przy ul. Oliwskiej 35.
Zajęte niegdyś przez bazę paliwową obszary dawnego Szańca Zachodniego zostały udostępnione mieszkańcom; planowane jest przekształcenie tego terenu w park z widokiem na martwą Wisłę i Twierdzę Wisłoujście.

### Obiekty mieszkalne

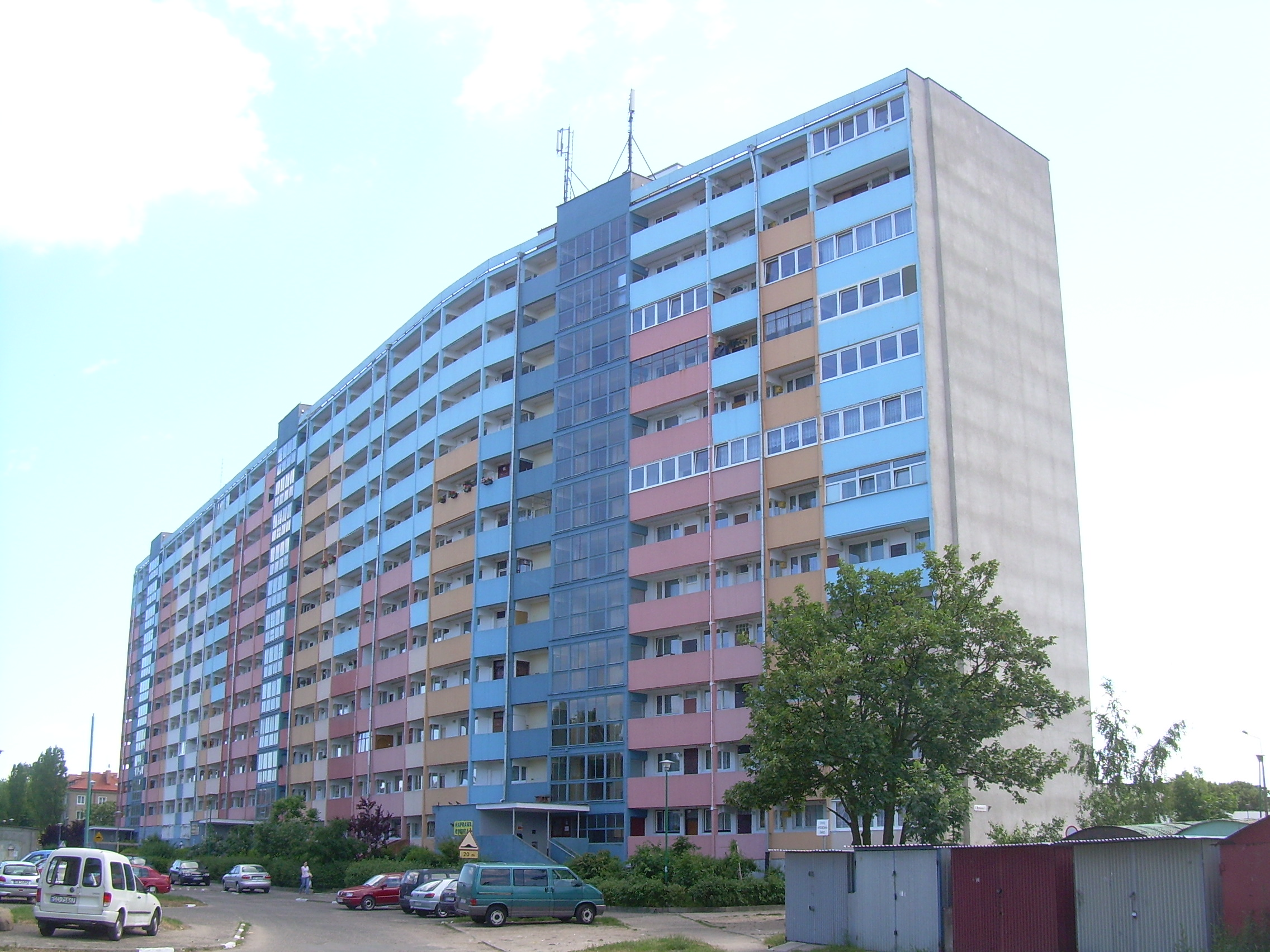
Falowiec w Nowym Porcie

Zabudowę mieszkaniową Nowego Portu można podzielić na dwie zasadnicze części: starszą, w której dominują przedwojenne kamienice oraz nowszą, w której dominują bloki z prefabrykatów, w tym jedyny poza Przymorzem Wielkim falowiec z 1978, wybudowany jako ostatni z 8 gdańskich falowców. 11-piętrowy budynek ma 230 m długości i jest zamieszkiwany przez około 1200 osób.

### Zabytki
Na terenie Nowego Portu znajdują się następujące obiekty wpisane do rejestru zabytków:

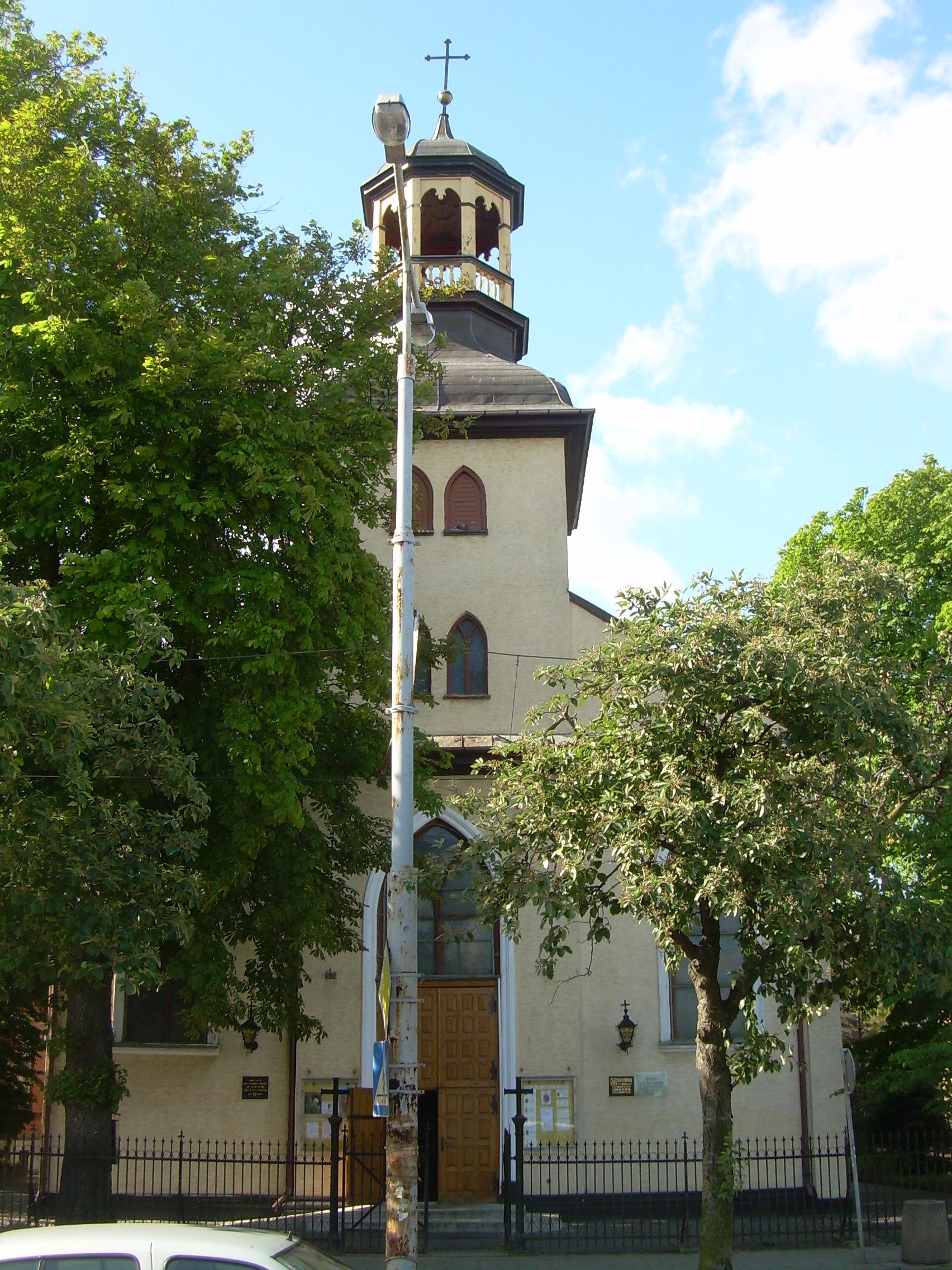
Kościół pw. św. Jadwigi

- zespół urbanistyczny osady portowej, pochodzący z XVIII wieku (nr rej.: 846 z 8 VI 1982).
- zespół kościoła parafialnego pw. św. Jadwigi przy ul. ks. Góreckiego 18 (nr rej.: 937 z 4 VII 1985), obejmujący:
  - kościół, wzniesiony w latach 1856–58, z oryginalnym wystrojem neobarokowym, częściowo zniszczonym w 1945,
  - dom parafialny, wzniesiony w 1925,
  - murowano-drewnianą plebanię, pochodzącą z 1920 (obecnie dom mieszkalny),
  - drewniany budynek gospodarczy, wzniesiony w 1920.
- Morski Kościół Misyjny franciszkanów reformatów pw. Niepokalanego Serca Maryi przy ul. Oliwskiej 2 (zwany potocznie Kościołem Morskim), wzniesiony w latach 1902–04[12] jako ewangelicki kościół Wniebowstąpienia (nr rej.: 936 z 4 VII 1985), odbudowany po zniszczeniach z 1945 (przy czym jednak obniżono wieże).

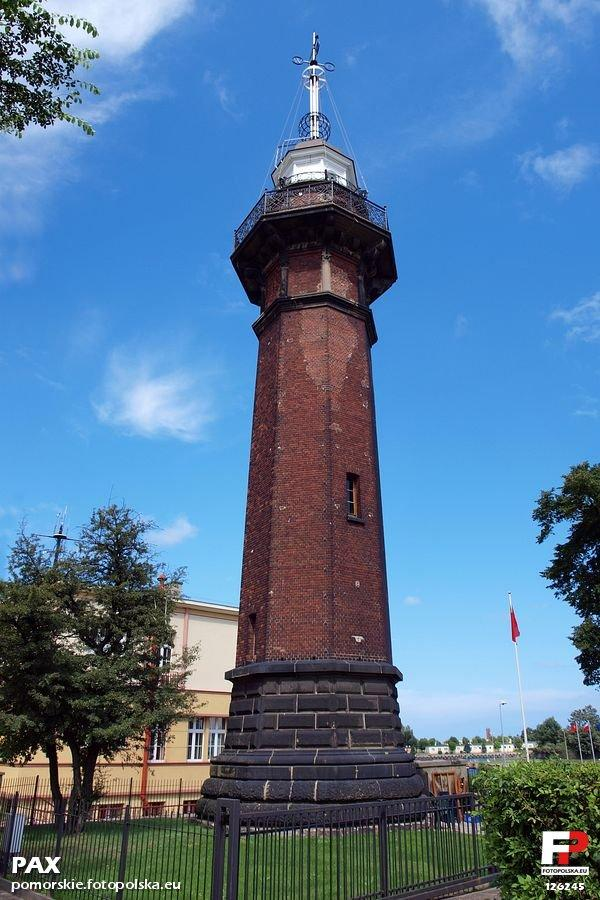
Latarnia morska

- latarnia morska "Wieża Pilotów" przy ul. Przemysłowej 6a, wzniesiona w latach 1893–94 (nr rej.: A-1797 z 30 XI 2006), pełniąca obecnie funkcję muzealną.

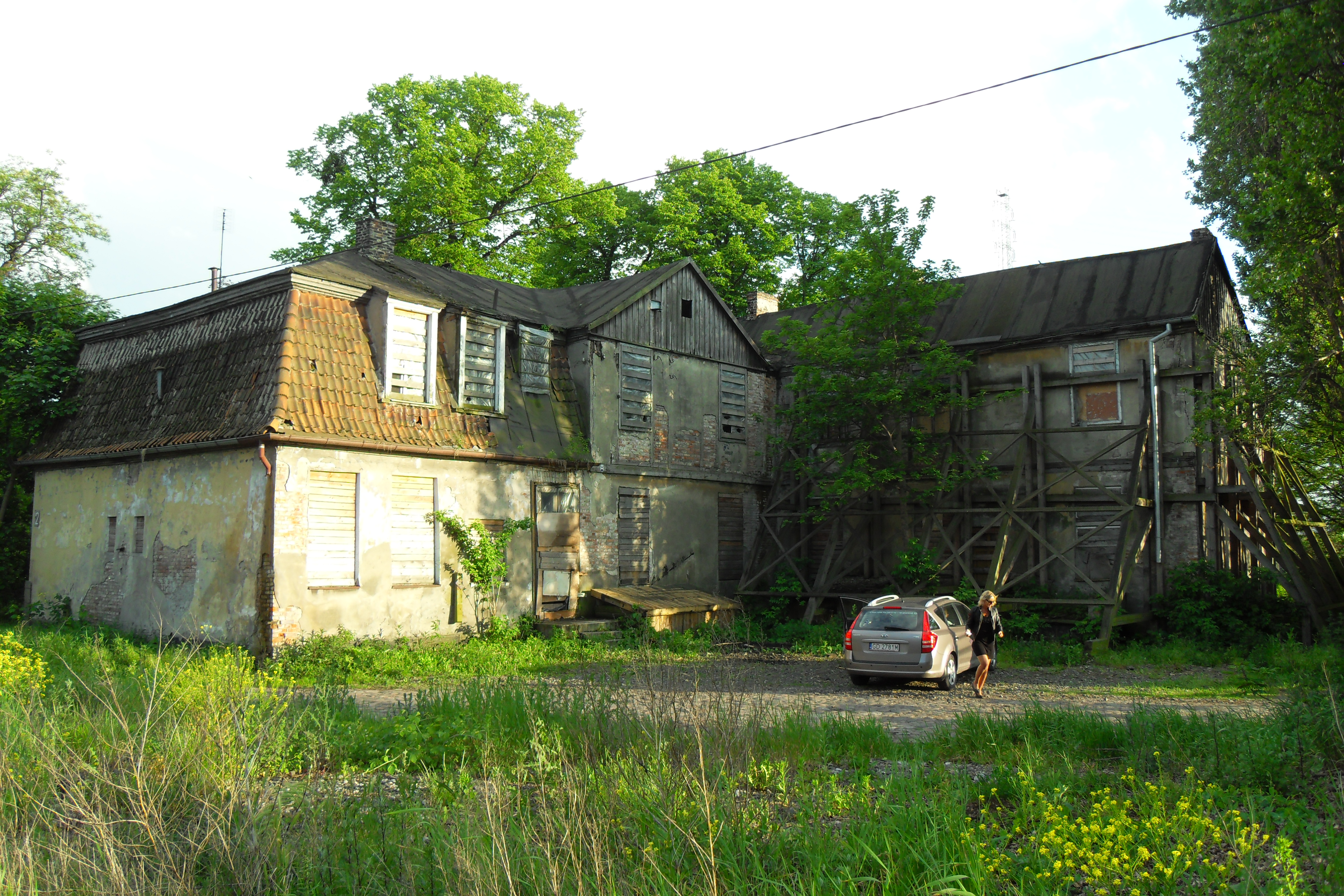
Dwór Fischera

- dworek przy ul. Starowiślnej 2, wzniesiony w XVIII w. bądź pierwszej połowie XIX wieku, prawdopodobnie dla Matthiasa Broschkego (nr rej.: 420 z 30 X 1971 – w rejestrze zabytków błędnie określany jako dawna karczma), od jednego z późniejszych właścicieli zwany Dworem Fischera; do 2008 użytkowany jako dom mieszkalny, obecnie – po wykwaterowaniu lokatorów – niezamieszkały[13]. 13 stycznia 2014 w obiekcie wybuchł pożar[14].

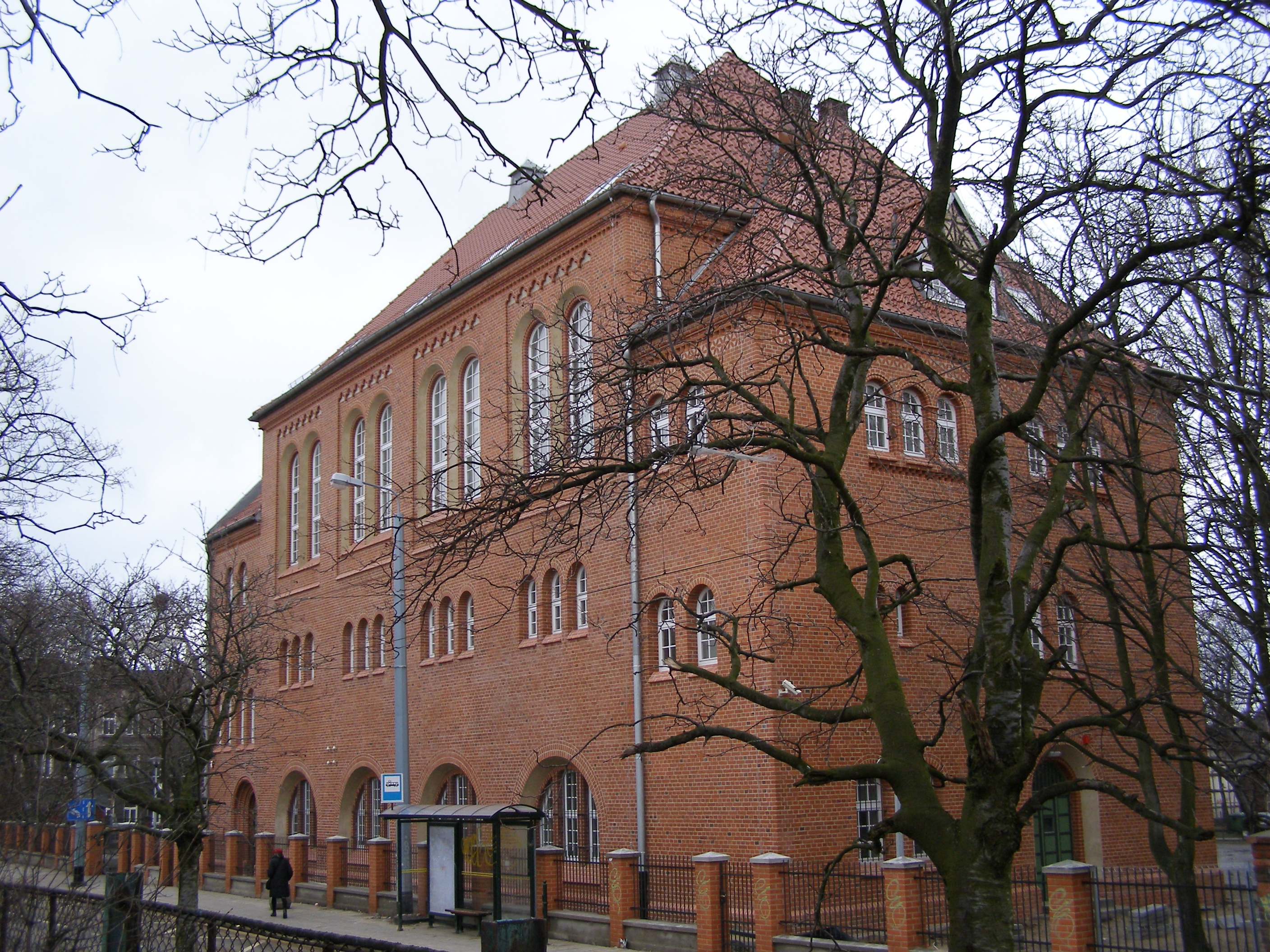
Dawna łaźnia z 1905

- łaźnia z salą gimnastyczną przy ul. Strajku Dokerów 5, pochodząca z 1905, zamknięta w l. 70. (nr rej.: A-1829 z 10 VII 2009, obecnie od 2012 Centrum Sztuki Współczesnej Łaźnia 2 - Centrum Edukacji Artystycznej).
- socrealistyczny "Morski Dom Kultury" z 1954 przy ul. Marynarki Polskiej 15[15] (nr rej.: A-1853 z 1 III 2012).
- kamienica z 1883 z figurą Ateny na fasadzie przy ul. Rybołowców 9/Na Zaspę 33C (nr rej.: A-1898 z 3 VII 2014)
- sąsiednia kamienica przy ul. Rybołowców 8 (nr rej.: A-1896 z 17 VI 2014).
- dom wolnostojący przy ul. Wolności 25[16] (nr rej.: A-1935 z 12 X 2016).

Inne ważne obiekty zabytkowe, niewpisane do rejestru to m.in. zespół koszarowy z l. 1883-85 przy ul. Kasztanowej i Oliwskiej, zajezdnia tramwajowa przy ul. Władysława IV czy kilka domków robotniczych przy ul. Wilków Morskich (pozostałość osiedla wybudowanego przez Fundację Abegga, w latach 1891-94).

## Historia

### Przed 1817
Dawne nazwy: Neufahrwasser (1772), Danzig-Neufahrwasser (1906).
W 1454 tereny Mierzei Wiślanej zostały przyznane Gdańskowi Wielkim Przywilejem. Gdańsk wszedł w posiadanie tych obszarów w XVII/XVIII wieku.
Nowy Port został lokowany na mocy rozporządzenia Fryderyka Wielkiego z 9 września 1772 jako osada portowa konkurencyjna dla Gdańska. Wtedy to obszar ten wszedł w granice zaboru pruskiego. Król pruski, nie będąc w stanie zdobyć Gdańska militarnie, promował powstanie portu i nakładał dodatkowe opłaty celne na wchodzące do ujścia Wisły statki, co w ciągu kilku lat spowodowało zamierzony upadek handlu, zubożenie gdańszczan i kapitulację miasta.
Wcześniej istniała tu niewielka osada rybacka, przynajmniej od XVI wieku, jednak gdańszczanie nie dopuszczali do jej rozwinięcia, obawiając się powstania kolonii przemytników. W XVI wieku na terenie obecnego Nowego Portu odbyła się bitwa pomiędzy wojskami króla Polski Stefana Batorego a miastem Gdańsk, zakończona ugodą. Od tego czasu Nowy Port, leżący faktycznie poza Gdańskiem, był przez Gdańsk lub przez cystersów kontrolowany.

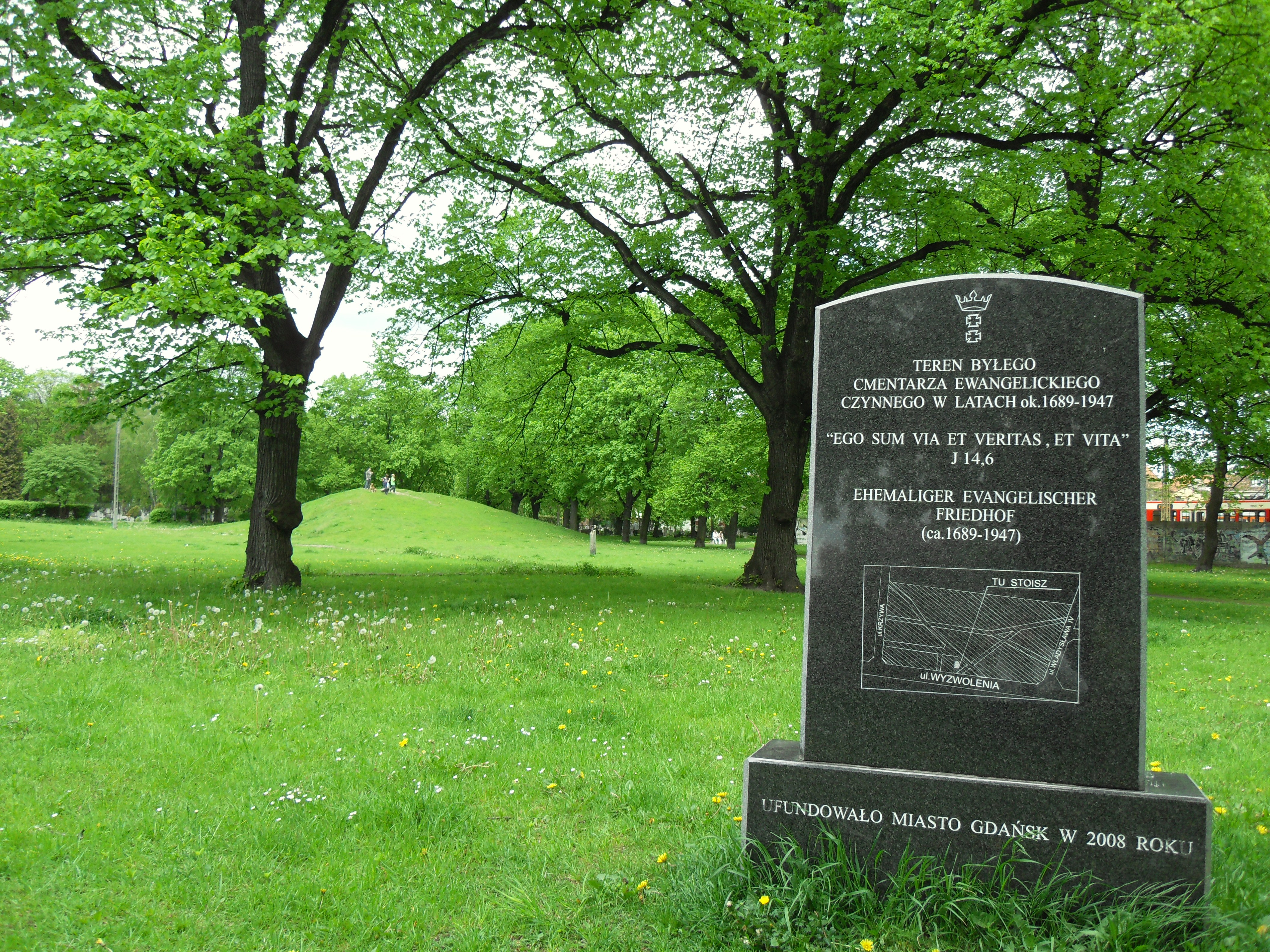
Teren pierwszego, nieistniejącego cmentarza w Nowym Porcie

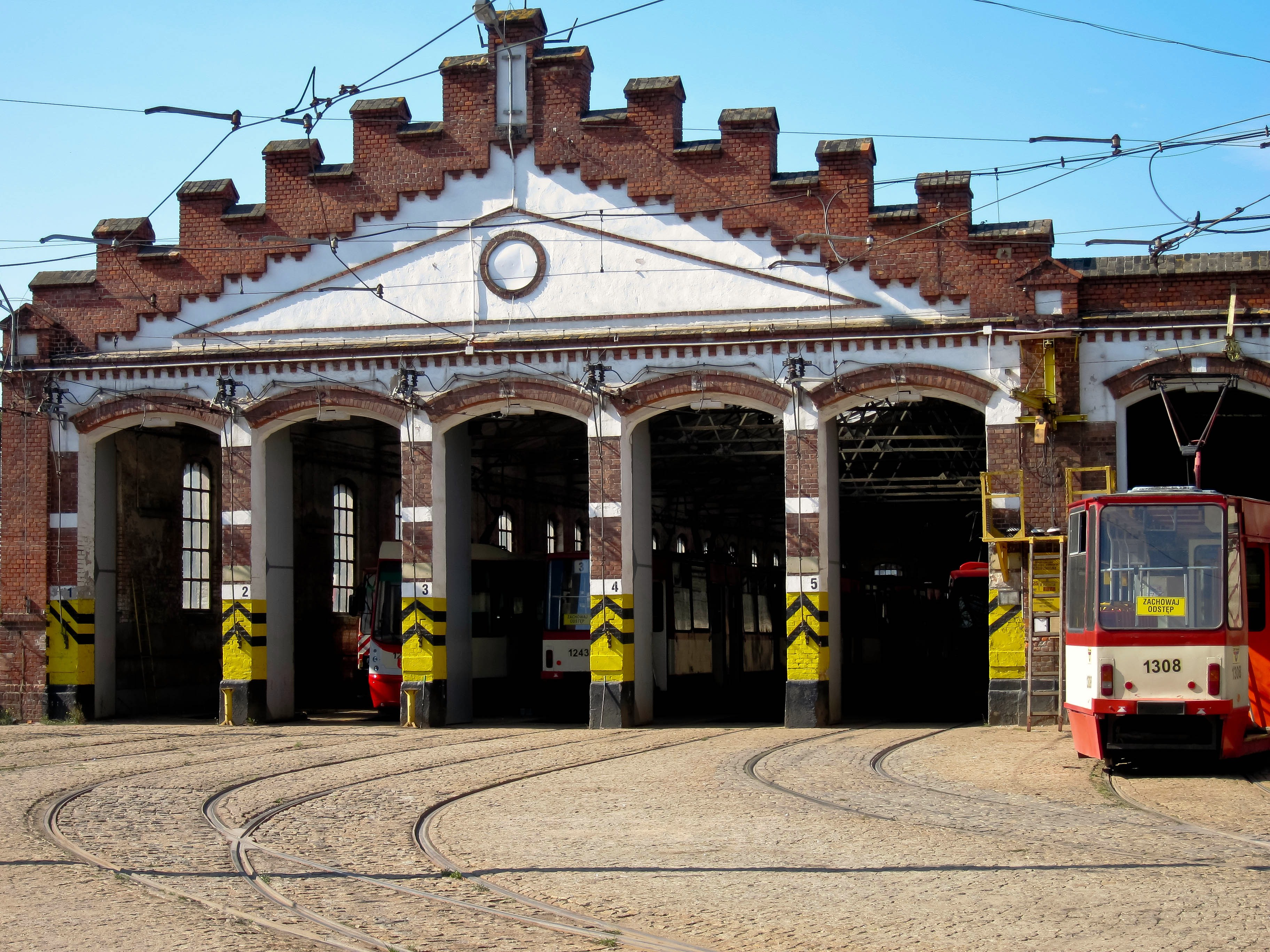
Zajezdnia tramwajowa przy ul. Władysława IV

Przed 1673 został założony cmentarz u zbiegu ulic Władysława IV i Wyzwolenia, na którym chowano żołnierzy z załogi Szańca Zachodniego, a od końca XVIII wieku także mieszkańców, zarówno protestantów jak i katolików. Teren cmentarza był powiększany, po 1855 był przeznaczony już wyłącznie dla ewangelików (katolicy otrzymali odrębny cmentarz). Został zamknięty po 1945 i następnie zlikwidowany, a na jego miejscu powstał ogród jordanowski. Obecnie miejsce to oznaczone jest tablicą pamiątkową.
W 1772, podczas pierwszego rozbioru Polski, teren Nowego Portu w przeciwieństwie do Gdańska znalazł się na terenie Prus i powstała w nim komora celna. Władze pruskie, pragnąc zdobyć Gdańsk, chciały osłabić go ekonomicznie, stąd zbudowały pod koniec XVIII wieku osadę portową i zachęcały kapitanów statków, by towary zostawiali już w Nowym Porcie, a nie w Gdańsku. W 1793 również Gdańsk znalazł się w granicach Prus, co spowodowało zlikwidowanie granicy pomiędzy Nowym Portem a Gdańskiem. Ponieważ nie było sensu utrzymywać dwóch portów w tak niewielkiej odległości od siebie, połączono w 1806 oba kapitanaty, tworząc de facto jeden port.
W 1785 powstała w Nowym Porcie szkoła elementarna.
Coraz większy tonaż budowanych statków oraz niski stan rzek Wisły i Motławy spowodowały konieczność przebudowy portu gdańskiego (na Motławie), jednakże już w 1807 okazało się, że port w Gdańsku będzie zbyt mały. Spowodowało to wzrost znaczenia portu w Nowym Porcie, który mógł przyjmować znacznie większe jednostki. W 1812, podczas wojen napoleońskich, na teren państwa pruskiego wkroczyli Rosjanie, oblegając w styczniu 1813 Nowy Port, broniony przez wojska francuskie. Osada wyszła z oblężenia zrujnowana, po wojnie jednak nastąpił wielki rozwój osady, a w szczególności portu.
W 1814 w Gdańsku utworzono zarząd policji, który w swoim zasięgu działania miał nie tylko miasto Gdańsk, ale również nieleżący jeszcze w granicach miasta Nowy Port, którego niewielka część, biorąc pod uwagę granice dzielnicy po reformie z 1992, została włączona do miasta już 17 marca 1814.

### 1817–1920

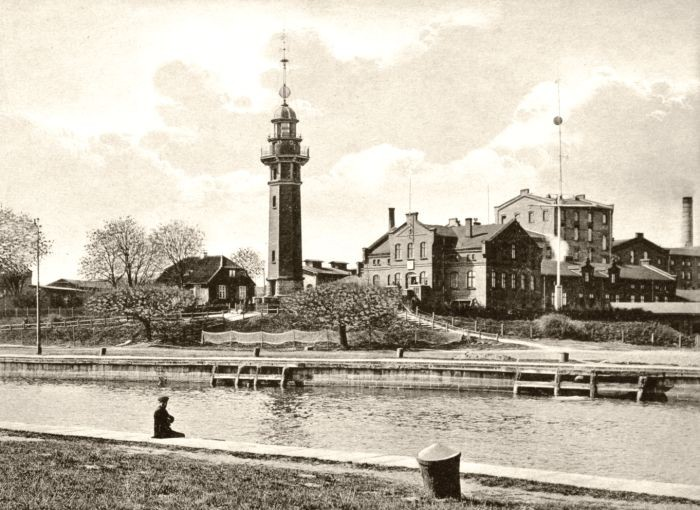
Nowy Port, ok. 1900

W 1817 Nowy Port został przyłączony do Gdańska, a znajdujący się na terenie dzielnicy port morski stał się drugim portem w mieście. Wówczas to Nowy Port zaczął rozwijać się jeszcze bardziej dynamicznie niż wcześniej. W 1831 Gdańsk nawiedziła epidemia cholery. Epidemia ta na terenie miasta rozpoczęła się na terenie Nowego Portu, gdzie zaczęli chorować robotnicy.
W 1840 port w Nowym Porcie przestał oficjalnie istnieć jako osobny obiekt, gdyż został połączony z portem na Motławie. Dość istotnym impulsem do fuzji stała się ostra zima, która spowodowała odcięcie tradycyjnej drogi do portu na Motławie i konieczność przepływania przy nabrzeżu Nowego Portu (Martwą Wisłą). W latach 40. XIX wieku do Nowego Portu zaczęła docierać komunikacja publiczna. Powozy były własnością prywatną, ale kursowanie było kontrolowane przez miasto. W tym samym czasie na terenie portu zadebiutowały parowe holowniki, które spowodowały znaczny wzrost przepustowości portu. W 1848 nastąpił bunt robotników portowych, którzy wcześniej holowali statki ręcznie. Władze miejskie zawiesiły działalność służb holownicznych. Holowniki wróciły jednak do służby już w 1849.
W 1855 katolicy otrzymali własny cmentarz u zbiegu ulic Wolności i Góreckiego, który funkcjonował tylko do 1886. W 1928 jego teren został przekształcony w park, a w latach 60. XX wieku na jego miejscu zbudowano betonowy obiekt usługowy. Nowy cmentarz katolicki został uruchomiony w 1866 przy ul. Góreckiego i funkcjonuje nadal (cmentarz w Nowym Porcie). W latach 20. XX wieku został powiększony w kierunku wschodnim.
W latach 1857–1858 zbudowano kościół, który obecnie jest własnością parafii rzymskokatolickiej pw. Św. Jadwigi Śląskiej.

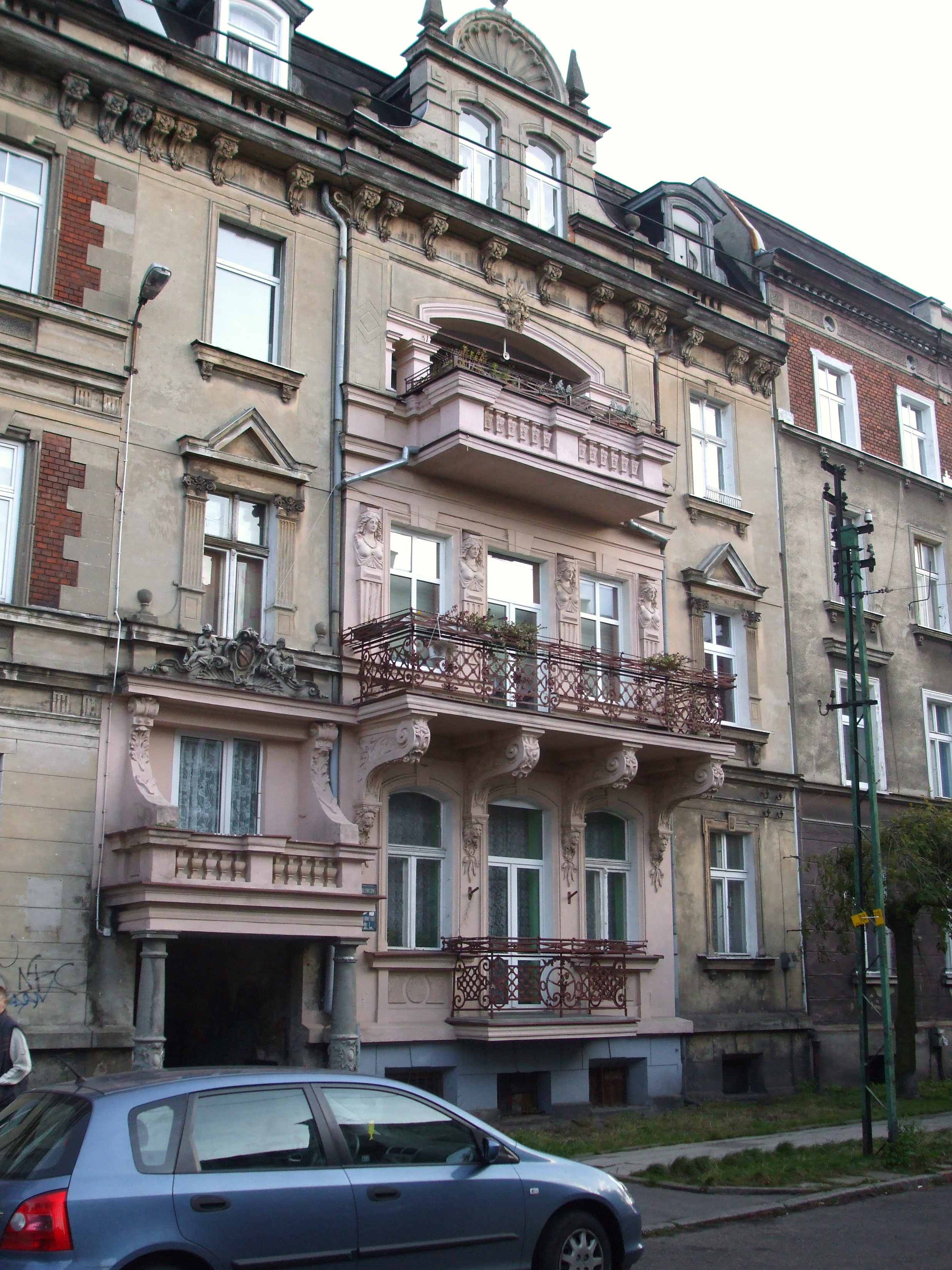
Kamienice Nowego Portu

W latach 60. XIX wieku gdański port przeżywał trudności gospodarcze, związane z zaniedbaniami i niedoinwestowaniem. W petycji do władz pruskich stwierdzono, że w Prusach nie ma drugiego portu, który musi obsługiwać taką ilość statków (około 3000 rocznie) i jednocześnie byłby tak zaniedbany. Gdańska korporacja kupiecka żądała przesunięć środków inwestycyjnych z małych portów na terenie Pomorza Zachodniego na rzecz portu w Gdańsku. Mimo podwojenia żeglugi w Nowym Porcie, w latach 60. Port nie został rozbudowany. 

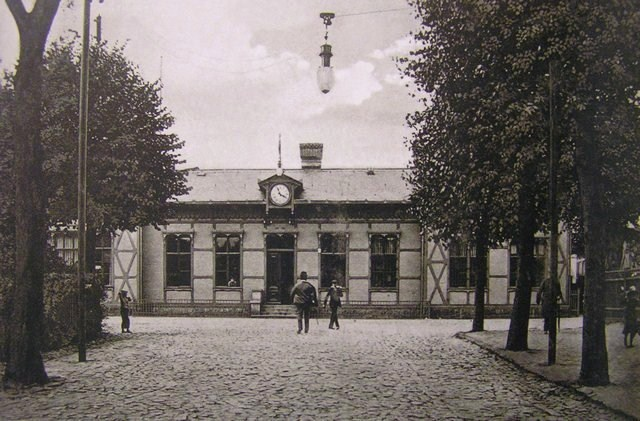
Nieistniejący dworzec kolejowy w Nowym Porcie

 Jedyną istotną inwestycją była wybudowana w 1867 linia kolejowa, łącząca centrum Gdańska z Nowym Portem (linia kolejowa nr 249). Linia kolejowa oprócz tego, że spowodowała możliwość całorocznej pracy przeładunkowej na kierunku ląd-statki, spowodowała też rozwój dzielnicy.
W 1891 zostały przyłączone grunty wsi Brzeźno (wokół Basenu Wolnocłowego).
W 1891 w Nowym Porcie powstała pierwsza linia tramwajowa, łącząca Nowy Port (obecny przystanek kolejowy Gdańsk Brzeźno) z Brzeźnem. Linia ta nie była połączona z żadną inną gdańską linią tramwajową. W 1894 otwarto latarnię morską, która oprócz wskazywania drogi okrętom i samolotom, posiadała kulę czasu umożliwiającą synchronizowanie zegarów. W 1899 w Nowym Porcie powstały Gdańskie Tramwaje Elektryczne, będące filią drezdeńskiego Towarzystwa Akcyjnego Kummer. Połączono wówczas sieci tramwajowe, przez co Nowy Port zyskał połączenie tramwajowe z Wrzeszczem przez Brzeźno oraz linię łączącą Nowy Port ze Śródmieściem, przechodzącą przez obecne tereny stoczniowe. W 1899 wybudowano również zajezdnię, służącą do dziś.

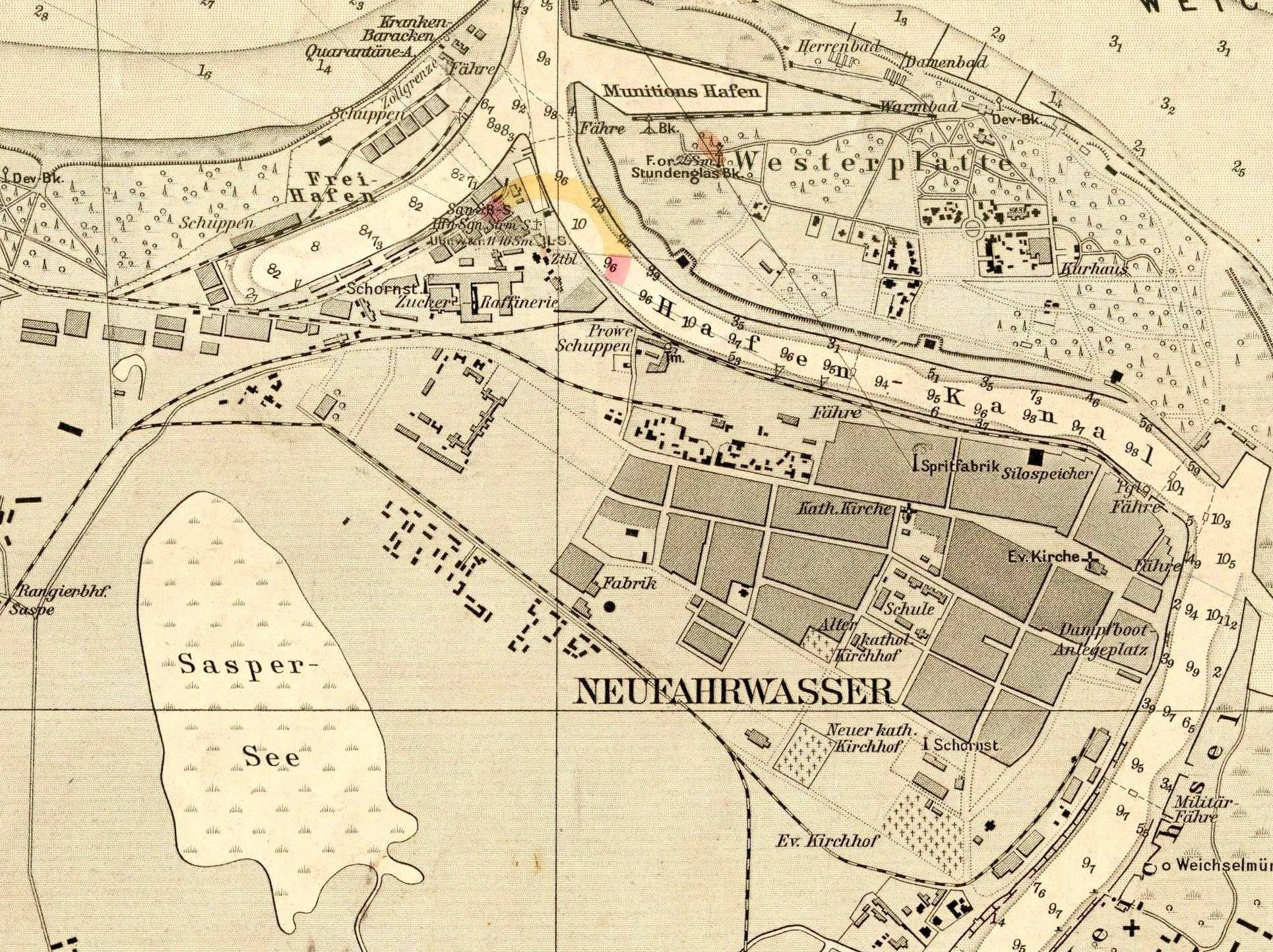
Nowy Port na mapie z 1909

Szczególnie dynamiczny okres w rozwoju dzielnicy przypada jednak na początek XX wieku. W latach 1902–1909 w Nowym Porcie powstało 126 nowych budynków mieszkalnych, głównie przeznaczonych dla robotników, szybciej budowano tylko w znacznie większym terytorialnie i ludnościowo Wrzeszczu (364 domy). W 1906 dzielnica została skanalizowana.
Podczas I wojny światowej produkcja przemysłowa Nowego Portu była podporządkowana celom militarnym, a dotychczasowy port handlowy został przekwalifikowany na port wojenny.
W 1919, na skutek kryzysu, jedna z linii tramwajowych do Nowego Portu została zawieszona na niemal cały rok.

### 1920–1945
Po wejściu w życie postanowień traktatu wersalskiego Gdańsk stał się wolnym miastem, port został przekazany w zarząd Rady Portu i Dróg Wodnych. Opuszczone przez wojsko koszary przy ul. Kasztanowej/Oliwskiej zostały 11 marca 1922 przyznane na własność rządowi polskiemu, który urządził w nich tzw. etap emigracyjny. W późniejszych latach w obiekcie tym znajdowały się: mieszkania zajmowane przez obywateli polskich pracujących w Wolnym Mieście Gdańsku, świetlica Związku Polaków, szkoła podstawowa Macierzy Szkolnej, sala sportowa, Dom Harcerza oraz kaplica pw. Matki Boskiej Częstochowskiej, której rektorem był ks. Marian Górecki.
W 1928 zajezdnia w Nowym Porcie została zbudowana od podstaw i w tym kształcie istnieje bez większych zmian do dziś. W 1929 przeniesiono torowisko z terenów stoczniowych na obecną ulicę Marynarki Polskiej – linia ta otrzymała taki przebieg, jaki ma obecnie.
1 września 1939 ostrzał z okrętu Schleswig-Holstein, cumującego w Nowym Porcie oraz z Latarni Morskiej rozpoczął II wojnę światową. Wielu Polaków mieszkających w dzielnicy zostało w tym dniu aresztowanych. Równocześnie władze niemieckie przejęły dawny kompleks koszarowy przy ul. Kasztanowej/Oliwskiej, gdzie powstały obóz przejściowy Nowy Port (Zivilgefangenenlager Neufahrwasser) oraz komenda obozów jenieckich, pod którą podlegały jeszcze dwa inne obozy na Pomorzu (do 31 marca 1940). W lutym 1945 z Nowego Portu rozpoczęła się ewakuacja niemieckiej ludności Gdańska.
30 marca 1945 do Nowego Portu wkroczyły wojska radzieckie. W wyniku działań wojennych port został doszczętnie zniszczony.

### 1945–1989

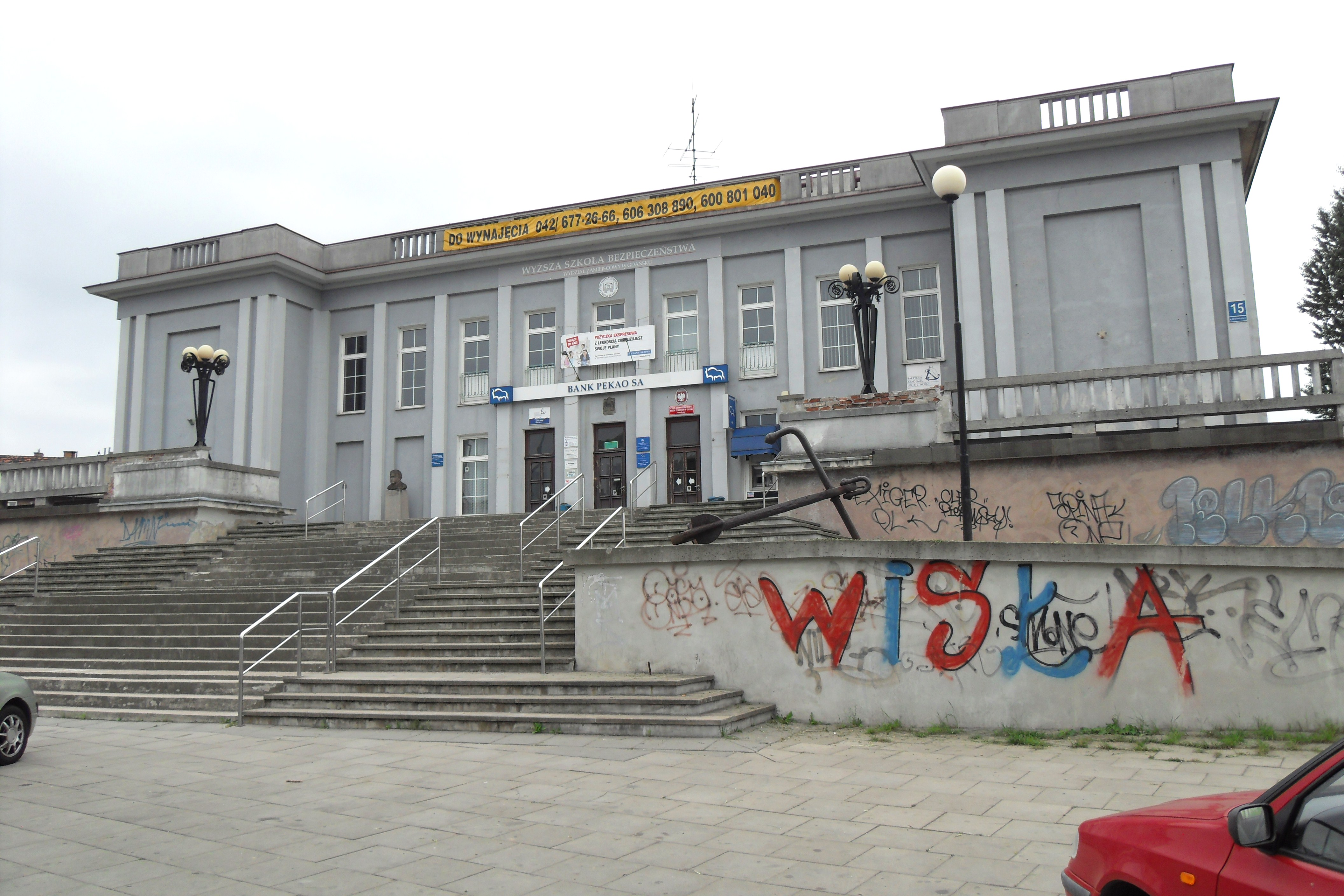
Morski Dom Kultury

W 1951 utworzono Szybką Kolej Miejską, obsługującą początkowo odcinek Gdańsk Główny – Gdańsk Nowy Port.
7 listopada 1954, w 37. rocznicę rewolucji październikowej, został otwarty Morski Dom Kultury z kinem.
W 1961 w Nowym Porcie powstał Zespół Szkół Morskich, przekształcony w 1974 w Morskie Liceum Zawodowe, szkoła ta miała za zadanie kształcić przyszłych marynarzy. W latach 60. zajezdnia Nowy Port została zmodernizowana.
W latach 70. gdańskie porty szybko się rozwijały, a wraz z nimi rozwijała się dzielnica portowa Nowy Port. W 1984 latarnia morska przestała pełnić funkcję nawigacyjną.

### Po 1989
15 grudnia 2002 lub w 2003 skrócono linię Gdańsk Główny – Gdańsk Nowy Port, do przystanku Gdańsk Brzeźno. Linia ta została ostatecznie zamknięta w czerwcu 2004.
W 2004 latarnia morska w Nowym Porcie została otwarta dla zwiedzających.
W latach 2007–2009 zostały zbudowane Kamienice Magellana przy ul. Wyzwolenia (zespół dwóch trzypiętrowych budynków).
Popularna za PRL restauracja/klub nocny "Wiking" w nowej rzeczywistości gospodarczej została zlikwidowana; obecnie w jej miejscu znajduje się sklep popularnej sieci sklepów dyskontowych.
W ostatnim czasie dzielnica zaczęła wzbogacać się w małe, plenerowe formy architektoniczne (drewniana rzeźba ryby pomuchel przy ul. Rybołowców oraz rzeźby lwa i lwicy na terenie Szkoły Podstawowej nr 55 przy ul. Wolności).
W 2019 zaprezentowano koncepcję przekształcenia terenu przy dawnej bazie promowej w obszar spacerowo-rekreacyjny. Obszar ten obejmuje najstarszy fragment cmentarza ewangelickiego z XVII wieku. Planowane przekształcenie terenu dawnej bazy paliw przy Szańcu Zachodnim o pow. 4,5 ha w park miejski, znajdującego się od 2007 we władaniu miasta, z powodu zanieczyszczenia gruntów i wysokiego kosztu rekultywacji (od 6,5 do 30 mln zł), nie zostanie zrealizowane.
W 2020 podpisano umowę na rewitalizację ulic Góreckiego (około 350 m od skrzyżowania z ul. Wolności do skrzyżowania z ul. Oliwską), Strajku Dokerów (200 m od skrzyżowania z ul. Góreckiego do ul. Wilków Morskich) oraz fragmentu ulicy Wilków Morskich (250 m od ul. Oliwskiej do ul. Wolności).

## Transport i komunikacja
Komunikacja zbiorowa zaczęła docierać ze Śródmieścia do Nowego Portu w latach 40. XIX wieku, kiedy to wprowadzono prywatną, ale regulowaną przez miasto komunikację powozową.

### Kolej
Na terenie dzielnicy znajdują się dwie zamknięte stacje, obsługiwane wcześniej przez SKM w Trójmieście: Gdańsk Nowy Port i Gdańsk Brzeźno.

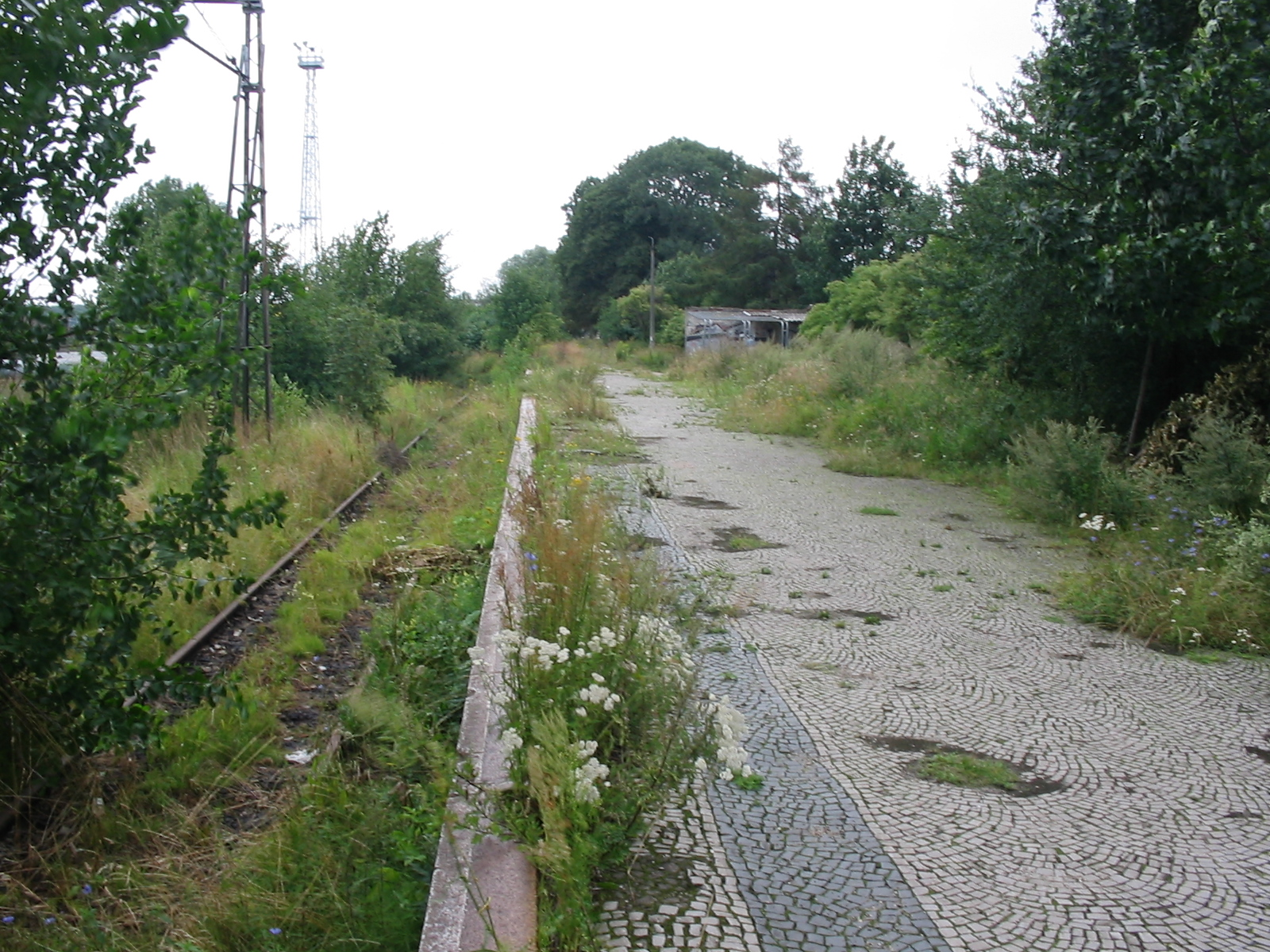
Stacja kolejowa Gdańsk Nowy Port

Linia do Nowego Portu powstała w 1867, początkowo łącząc stację czołową przy Dworcu Brama Nizinna przez tereny ówczesnej wsi Zaspa z nabrzeżem Kanału Portowego. Linia od początku obsługiwała zarówno przewozy towarowe, jak i pasażerskie. Przed 1938 stacja zmieniła nazwę z Neufahrwasser na Danzig Neufahrwasser, a stacja Brösen na Danzig Brösen.
W 1951 powstała szybka kolej miejska, która połączyła Nowy Port z Gdańskiem Głównym.
15 grudnia 2002 skrócono linię Gdańsk Główny – Gdańsk Nowy Port do przystanku Gdańsk Brzeźno.
24 czerwca 2005 ostatecznie zlikwidowano linię Gdańsk Główny – Gdańsk Nowy Port. O 18.55 odjechał ostatni pociąg z Gdańska Brzeźna. Przyczyną likwidacji tej linii była niska frekwencja, spowodowana konkurencją ze strony komunikacji miejskiej, a zwłaszcza tramwajów linii 13, 15  (niefunkcjonujące (stan na 2023)) oraz 7 i 10 (funkcjonujące (stan na 2023)).
Po likwidacji ruchu pasażerskiego linia jest używana w ruchu towarowym, obsługując port.
W 2006 rozebrano linię kolejową nr 722 prowadzącą do Nabrzeża Wiślanego w Porcie Gdańskim. Ruch pociągów na tej linii był bardzo uciążliwy dla mieszkańców, gdyż biegła ona przez tereny mieszkalne dzielnicy. Powodowało to, że mimo zachowania szczególnej ostrożności i jazdy z maksymalną prędkością 20 km/h dochodziło do kolizji z pociągami. Zadanie rozebranej linii przejęła linia kolejowa z Zaspy Towarowej przez teren elektrociepłowni "Wybrzeże" do Nabrzeża Wiślanego, leżąca już poza terenem Nowego Portu.

### Drogi krajowe
W Nowym Porcie, przy przystani promowej, rozpoczyna się droga krajowa nr 91. Droga ta przebiega ulicami Przemysłową, Oliwską, Rybołowców, Wolności, Marynarki Polskiej, a w przeciwnym kierunku, zamiast przez Rybołowców, prowadzi ulicą Władysława IV.

### Tramwaje

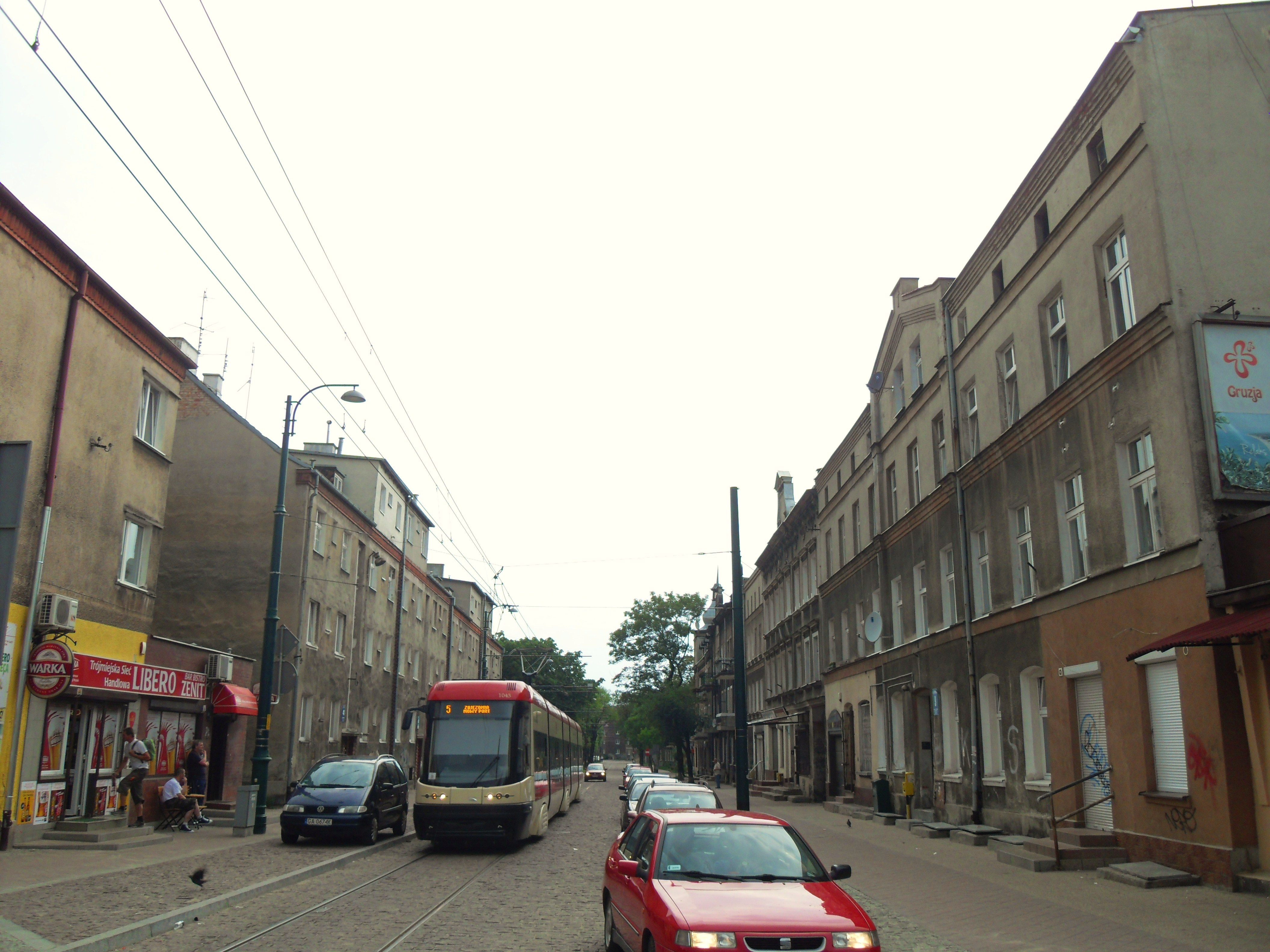
Ul. Wolności

Na terenie dzielnicy znajdują się zajezdnia tramwajowa oraz dwie pętle uliczne. Do dzielnicy docierają: linia nr 5 z pętli Oliwa przez Wrzeszcz i Brzeźno, nr 7 z pętli Łostowice Świętokrzyska oraz nr 10 z przystanku Brętowo PKM przez Dworzec Główny. Torowisko na terenie dzielnicy ma kształt podwójnej pętli ulicznej o wspólnym odcinku na ulicy Wolności. Większa pętla wiedzie ulicami Rybołowców, Wolności, Władysława IV, Oliwską i korzystają z niej linie 5 i 7, mniejsza natomiast w stronę Letnicy ulicami Wolności, Władysława IV, Strajku Dokerów, Góreckiego i Marynarki Polskiej, przejeżdża nią linia  10.
Tramwaje elektryczne pojawiły się w Nowym Porcie już w XIX wieku. Linie do Nowego Portu wielokrotnie zmieniały swój przebieg, obecny przebieg linii z centrum Gdańska został wytyczony w 1929. Zajezdnia posiada schemat, który bez większych zmian pochodzi z ostatniej modernizacji w latach 60.

### Autobusy miejskie
Na terenie dzielnicy jeżdżą autobusy miejskie linii 148 (z Żabianki SKM) i 283 (z Niedźwiednika).
Linia nr 148 łączy Nowy Port z Żabianką SKM. Jedzie przez Nowy Port ulicami Wyzwolenia, Marynarki Polskiej, Wolności (gdzie linia biegnie tą samą drogą co linie tramwajowe) i Władysława IV do zajezdni tramwajowej. Z powrotem linia prowadzi ulicami Władysława IV, Na Zaspę, Ks. Mariana Grójeckiego.
Linia nr 283 łączy Nowy Port z Niedźwiednikiem. Jedzie przez Nowy Port ulicami Oliwską, Rybołowców, Wolności (gdzie linia biegnie tą samą drogą co 148 i linie tramwajowe) i Władysława IV do zajezdni tramwajowej. Z powrotem linia biegnie ulicami Wolności, Władysława IV.
Komunikację nocną zapewniają linie N2 (Nowy Port – Brzeźno – Wrzeszcz – Piecki – Łostowice Świętokrzyska) oraz N12 (Jasieńska – Migowo – Suchanino – Dworzec Główny – Nowy Port – Brzeźno – Żabianka SKM).

### Prom
Do 31 maja 2016, znajdujący się na terenie dzielnicy Szaniec Zachodni łączył z Twierdzą Wisłoujście i Szańcem Wschodnim samochodowo-pasażerski prom Wisłoujście.

## Kultura i edukacja

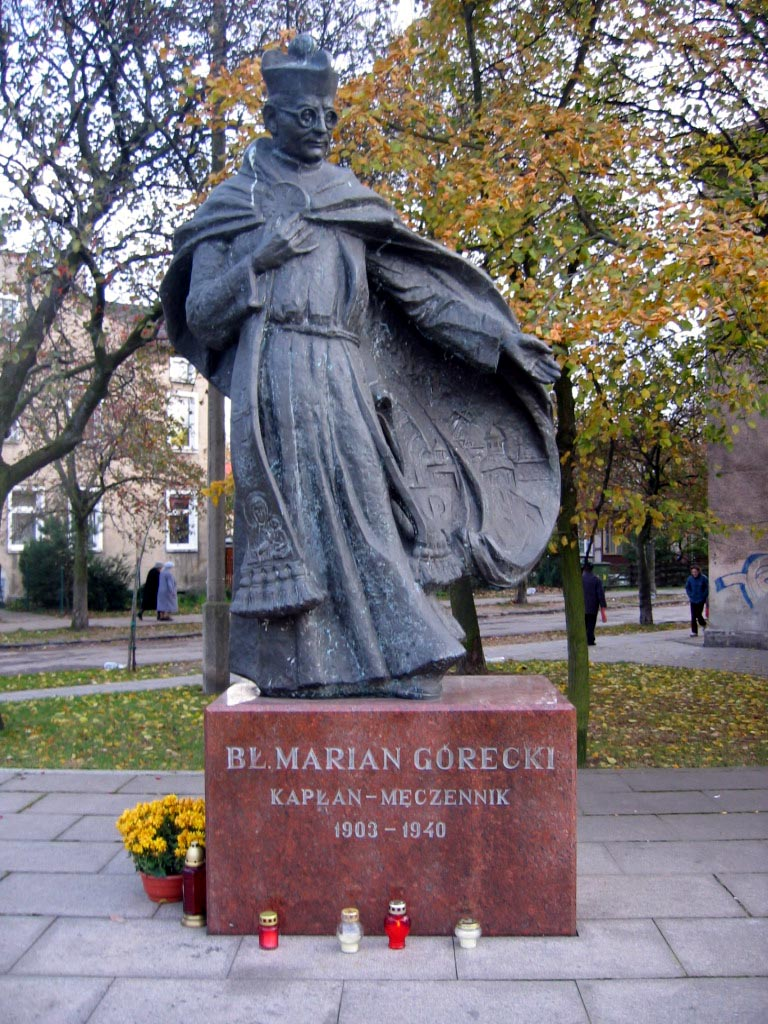
Pomnik bł. Mariana Góreckiego, poświęcony 23 lutego 2002 na placu nazwanym jego imieniem w 2001

### Galerie Sztuki w Nowym Porcie
W Nowym Porcie znajduje się kilka miejsc zajmujących się promocją sztuki wśród mieszkańców i mieszkanek.
Jedna z nich to Galeria NPS, która działa od 6 maja 2009, powstała z inicjatywy Marcina Bildziuka. Galeria funkcjonuje przy powstałym w 2008 Stowarzyszeniu Nowy Port Sztuki. Od 2009 uczestniczy w projekcie Noc Muzeów. W 2010 w galerii miała miejsce wystawa Tadeusz Kantor Dziś są moje urodziny, zorganizowana w XX rocznicę śmierci artysty we współpracy z Cricoteką – Ośrodkiem Dokumentacji Sztuki Tadeusza Kantora.
Przy ulicy Bliskiej 11A, znajduje się Galeria Społecznie Zaangażowana MEWKA, którą prowadzi artysta Bartosz Zimniak mieszkający w Nowym Porcie. W galerii organizowane są liczne wystawy, wernisaże oraz warsztaty artystyczno-kreatywne oraz spotkania autorskie. Głównym założeniem MEWKI jest aktywne angażowanie mieszkańców i mieszkanek dzielnicy do uczestniczenia w procesach twórczych.
Centrum Sztuki Współczesnej Łaźnia, ma swoją siedzibę w budynku dawnych łaźni miejskich wybudowanych w latach 1907-1909 na skrzyżowaniu ulic ks. M. Góreckiego oraz Strajku Dokerów. Galeria w swojej ofercie posiada wystawy, warsztaty oraz pokazy filmowe w kinie studyjnym Kino Port. W budynku znajduje się także oddział Wojewódzkiej i Miejskiej Biblioteki Publicznej w Gdańsku.

### Szkoły ponadgimnazjalne
Na terenie Nowego Portu znajdują się dwie szkoły:
- IV LO Zespół Szkół Ogólnokształcących nr 5 (liceum powstało w 1946, od 1999 w składzie ZSO nr 5)
- Zespół Szkół Morskich im. Bohaterskich Obrońców Westerplatte

## Sport
Na terenie dzielnicy działa klub Portowiec Gdańsk, założony w 1957 i po 40-letniej przerwie reaktywowany w 2009. Klub posiada drużynę piłki nożnej, w sezonie 2010/11 występowała ona w A klasie. Klub rozgrywa swoje mecze na boisku Zespołu Szkół Morskich.
Przed II wojną światową na terenie dzielnicy działały: FC Comet Neufahrwasser założony przed 1909, zlikwidowany przed 1914 oraz działający w latach 1919-1945 SV Neufahrwasser.

## Kościoły i związki wyznaniowe

### Kościoły i zakony rzymskokatolickie
Teren dzielnicy znajduje się w granicach rzymskokatolickiej parafii pw. Św. Jadwigi Śląskiej. Kościół parafialny został zbudowany w latach 1857–1858.
Przy ulicy Oliwskiej znajduje się Morski Kościół Misyjny pw. Niepokalanego Serca Maryi, użytkowany przez franciszkanów reformatów.

## Przemysł
Przemysł w Nowym Porcie ma już mniejsze znaczenie niż przed 1945. W przeszłości działały tu rafineria cukru, fabryka melasy, browar Bierbrauerei Richard Fischer oraz gorzelnia. Większość zakładów przemysłowych została zlikwidowana.

## Rada Dzielnicy

### Kadencja 2024–2029[57][58][59][60]
- Przewodniczący Zarządu Dzielnicy 
  - Łukasz Hamadyk[61]
- Przewodniczący Rady Dzielnicy 
  - Łukasz Wojach

### Kadencja 2019–2024[62]
- Przewodniczący Zarządu Dzielnicy 
  - Łukasz Hamadyk
- Przewodniczący Rady Dzielnicy 
  - Kamil Rychlak

### Kadencja 2015–2019[63]
- Przewodnicząca Zarządu Dzielnicy 
  - Maria Kordowska
- Przewodnicząca Rady Dzielnicy 
  - Marzena Malko

### Kadencja 2011–2015[64][65]
do 1 czerwca 2014 jako Rada Osiedla
- Przewodniczący Zarządu Dzielnicy 
  - Krzysztof Wysocki (2014–2015)[67]
  - Łukasz Hamadyk (2011–2014)[a]
- Przewodniczący Rady Dzielnicy 
  - Kamil Rychlak